# 安娜·巴特爾斯
安娜·卡塔琳娜·巴特爾斯（瑞典語：Anna Katarina Bartels，1869年12月9日—1950年2月17日）是一名瑞典歌劇女高音。她於1897年在瑞典皇家歌劇院首演弗里德里希·馮·弗洛托的作品《瑪莎》。在接下來的20年中，她受聘於該劇團，以女高音和花腔女高音的身分頗受歡迎，但後來逐漸轉為擔任次女高音的角色。1923年，她獲頒瑞典皇家獎章。

## 早年生活和教育
安娜於1869年12月9日出生在耶夫勒，是製造商卡爾·約翰內斯·費恩奎斯特（Carl Johannes Fernquist）及其妻子夏洛塔·拉爾松（Charlotta Larsson）的女兒。1902年，她與瑞典畫家卡爾·奧洛夫·巴特爾斯（Carl Olof Bartels）結婚。
她先在耶夫勒師從音樂老師威廉·比約克倫（Wilhelm Björkgren），然後在斯德哥爾摩師從阿克恩（Achorn）、辛內·赫比和埃米莉·梅切林，之後在巴登-巴登和巴黎師從德西麗·阿爾托。

## 職業生涯
1897年，巴特爾斯在斯德哥爾摩的瑞典皇家歌劇院首次登台演出，主演歌劇《瑪莎》。在接下來的20年中，她一直在該劇團演出，先是以女高音角色獲得好評，但後來也以次女高音的身份出現。她演出了多場瑞典首演：賈科莫·普契尼的《波希米亞人》（1901年）中的穆塞塔（Musette）、理察·華格納的《萊茵的黃金》中的沃克琳德（Woglinde）、亨利·拉博的《開羅鞋匠馬魯夫》中的法圖瑪（Fattoumah）、理查·史特勞斯的《玫瑰騎士》中的瑪莉安娜（Marianne）以及普契尼的《賈尼·斯基基》中的潔斯卡（La Ciesca）。其他角色包括奧托·尼古拉的《溫莎的風流婦人》中的弗特女士（Fru Fluth）、沃夫岡·阿瑪迪斯·莫札特的《魔笛》中的夜后、莫札特的《費加洛的婚禮》中的蘇珊娜（Susanna）、莫札特的《唐·喬凡尼》中的埃爾維拉（Elvira）、安布魯瓦茲·托馬的《迷娘》中的菲莉娜（Philine）、喬治·比才的《卡門》中的米凱拉（Micaela）、賈克·奧芬巴哈的《地獄中的奧菲歐》中的茱諾（Juno）。
她也因在音樂會和歌劇朗誦會中的演出而為人所熟知。1920年代初退出舞台後，她在斯德哥爾摩教授聲樂。
她於1950年2月17日在北泰利耶市鎮的拉德曼瑟（Rådmansö）逝世，享年80歲

## 榮譽
1923年，由於巴特爾斯對瑞典文化的貢獻，她獲頒瑞典皇家獎章。